# Eau métabolique
L'eau métabolique est l'eau créée à l'intérieur d'un organisme vivant par le biais de son métabolisme, par oxydation des nutriments énergétiques de sa nourriture. Le métabolisme des animaux produit environ 100 grammes d'eau par 100 grammes de lipides, 42 g d'eau par 100 g de protéines et 60 grammes d'eau par 100 g de glucides,,.
Certains organismes, en particulier les xerocoles, les animaux qui vivent dans le désert, dépendent exclusivement de l'eau métabolique. Les oiseaux migrateurs doivent obtenir la totalité de leur eau par production métabolique lors de vols ininterrompus,. Les humains, en revanche, n'obtiennent qu'environ 8 à 10 % de leurs besoins en eau par la production métabolique d'eau.
Chez les mammifères, la quantité d'eau produite par le métabolisme des protéines est à peu près égale à celle nécessaire à l'excrétion de l'urée, qui est un sous-produit du métabolisme des protéines. En revanche, les oiseaux, qui excrètent de l'acide urique, peuvent obtenir un gain net d'eau du métabolisme des protéines.